# Варварівка (Берестинський район)
Варва́рівка — село в Україні, у Берестинському районі Харківської області. Населення становить 33 осіб. Орган місцевого самоврядування — Володимирівська сільська рада.

## Географія
Село Варварівка знаходиться на лівому березі річки Вошивенька на відстані 2 км від річки Вошива (правий берег), на відстані 2 км розташовані села Олександрівка, Одрадівка, Лукашівка та Володимирівка. Поруч із селом проходить автомобільна дорога М18 (E105).

## Історія
1905 — дата заснування.
Під час організованого радянською владою Голодомору 1932—1933 років померло щонайменше 25 жителів села.

## Населення
Згідно з переписом УРСР 1989 року чисельність наявного населення села становила 58 осіб, з яких 25 чоловіків та 33 жінки.
За переписом населення України 2001 року в селі мешкали 33 особи.

### Мова
Розподіл населення за рідною мовою за даними перепису 2001 року:
| Мова       | Відсоток |
| ---------- | -------- |
| українська | 93,94 %  |
| білоруська | 3,03 %   |
| російська  | 3,03 %   |

## Уродженці
- Никонів Наум — генерал-хорунжий Армії УНР.